# Banca (Francja)
Banca – miejscowość i gmina we Francji, w regionie Nowa Akwitania, w departamencie Pireneje Atlantyckie.
Według danych na rok 1990 gminę zamieszkiwało 426 osób, a gęstość zaludnienia wynosiła 9 osób/km² (wśród 2290 gmin Akwitanii Banca plasuje się na 770. miejscu pod względem liczby ludności, natomiast pod względem powierzchni na miejscu 133.).